# Hypselothyrea claudensis
Hypselothyrea claudensis är en tvåvingeart som beskrevs av Bock 1982. Hypselothyrea claudensis ingår i släktet Hypselothyrea och familjen daggflugor. Inga underarter finns listade i Catalogue of Life.